# Bittacus livingstonei
Bittacus livingstonei är en näbbsländeart som beskrevs av Jason Gilbert Hayden Londt 1981. Bittacus livingstonei ingår i släktet Bittacus och familjen styltsländor. Inga underarter finns listade i Catalogue of Life.